# Vöglein, Vöglein an der Wand
Vöglein, Vöglein an der Wand ist eine 1969 in Frankreich entstandene schwarze Komödie von Pierre-Alain Jolivet nach einem Stück von Fernando Arrabal.

## Handlung
Der junge Casanova lebt mit seiner Mutter in der Banlieue. Eines Tages trifft er in den Hallen des Gare Saint-Lazare die junge Diebin Syl. Um die junge Frau zu beeindrucken, verspricht er ihr, ebenfalls ein Verbrecher zu werden und täglich Frauen zu ermorden. Darin findet Casanova seine sexuelle Erfüllung. Als seine Mutter die vielen Leichen entdeckt, wird sie eifersüchtig. Als sie auch noch ein Foto findet, das Casanova und Syl zeigt, droht sie, verrückt zu werden. Casanova und Syl entkleiden sich schließlich, er legt ihr eine Dornenkrone an, legt sich auf sie – und erwürgt die kleine Diebin, die im Sterben glücklich ist. Jetzt, da auch Syl tot ist, verbrennt Casanova alle Frauenleichen und geht zu seiner Mutter, um sich ihr in Liebe hinzugeben.

## Kritik
„Das popartig inszenierte Spiel des Mutter-Sohn-Konflikts ist trotz symbolischer Überfülle ohne individuellen und sozialen Belang. Auch die Sexfilm-Konsumenten dürften hierbei nicht auf ihre Kosten kommen.“

## Einzelne Nachweise
1. ↑   Kritik Nr. 163/1969, Evangelischer Presseverband München